# Attaque de l'hôpital militaire de Kaboul (2017)
Pour les articles homonymes, voir Attaque de l'hôpital militaire de Kaboul.
Ne doit pas être confondu avec Attaque de l'hôpital militaire de Kaboul (2021).
L'attaque de l'hôpital militaire de Kaboul est une attaque terroriste islamiste perpétrée le 8 mars 2017 peu après 9 h du matin contre l'hôpital Sardar Mohammad Daud Khan de Kaboul, en Afghanistan. Menée par quatre assaillants de la branche locale de l'État islamique, elle fait quarante-neuf morts et au moins une soixantaine de blessés parmi les médecins, infirmiers et patients présents dans l'établissement ce jour-là.

## Déroulement
Peu après 9 h du matin, quatre hommes déguisés en personnel médical s'introduisent dans l'enceinte de l'hôpital militaire de Kaboul, un des plus grands (il dispose de 400 lits) et des plus fréquentés de la capitale afghane, où sont soignés des soldats, des civils et aussi des insurgés. L'un d'entre eux se fait exploser à l'arrière du bâtiment, près d'une entrée, provoquant la panique à l'intérieur. Les trois autres assaillants, vêtus de blouses blanches et les visages dissimulés derrière des masques médicaux, entrent dans le bâtiment et commencent à faire feu sur les gens présents avec leurs kalachnikovs. 
Les forces spéciales afghanes, soutenues par une unité d'élite norvégienne, le Marinejegerkommandoen, finissent par arriver sur les lieux. Les véhicules militaires et les hélicoptères de transport font une arrivée remarquée devant les caméras des télévisions locales, et les soldats prennent position. Certains se rendent sur le toit, où de nombreuses personnes se sont réfugiées. À ce moment-là, les terroristes sont retranchés dans les étages. L'assaut qui suit dure près de six heures et se termine par la mort de tous les assaillants.

## Bilan
Le bilan est lourd : il y a 49 morts parmi les médecins, infirmiers et patients de l'hôpital, ainsi que 63 blessés.

## Revendication
Après que les premiers soupçons se sont portés sur les talibans, à cause de leurs nombreuses menaces reçues par l'hôpital dans les semaines précédentes, c'est la branche locale de l'État islamique, appelée « État islamique dans la province de Khorassan », qui revendique clairement l'attaque. 
L'organisation présente les quatre terroristes comme des membres de nghamsayun (« les infiltrés »), une unité de combattants expérimentés aussi utilisés par Al-Qaïda et qui a comme mode opératoire de se fondre dans l'environnement pour mieux attaquer ses victimes. C'est la première fois que l'EI les utilise dans la région.

## Conséquences
Kaboul est à nouveau la cible d'un attentat (non revendiqué) cinq jours plus tard, le lundi 13 mars, lorsqu'une voiture-suicide frappe un autobus qui transporte des employés de Roshan, l'une des principales compagnies de télécommunications d'Afghanistan. L'attaque se produit dans le quartier résidentiel de Taimani à l'heure de sortie des bureaux et fait un mort et dix-neuf blessés.